# Tredje man
Tredje man är en juridisk term som åsyftar en fysisk person eller juridisk person som berörs av ett rättsförhållande men som inte är part av detsamma.
Ett vanligt exempel är när allmänheten (tredje man) drabbas av en strejk på arbetsmarknaden, även om de inte är del av parterna som förhandlar om ett avtal. 
I folkrättsliga och andra mellanstatliga sammanhang och vid internationell handel talar man på samma sätt om tredje land när man avser ett annat land än det där någon av avtalsparterna hör hemma. Inom EU avser tredje land ett land utanför EU.